# Нижнеднестровский национальный природный парк
Нижнеднестровский национальный природный парк (укр. Нижньодністровський національний природний парк) — национальный парк, расположенный на территории Белгород-Днестровского и Одесского районов (Одесская область, Украина). Создан 13 ноября 2008 года. Площадь — 21 311,1 га.
Северная часть Днестровского лимана, что в составе парка, имеет статус водно-болотных угодий международного значения, согласно Рамсарской конвенции с особым охранным режимом.
В территорию парка входят земли, данные парку в постоянное пользование (3700 га). А также 17611,1 га земель, которые включены в его состав без изъятия у землепользователей, на которых осуществляется традиционная хозяйственная деятельность при выполнении общих требований охраны окружающей среды.
Ближайший населённый пункт — село Маяки Одесского района, где находится административное здание № 2 Нижнеднестровского НПП. Маяки расположены на левом берегу реки Днестр на расстоянии 40 км от города Одессы.

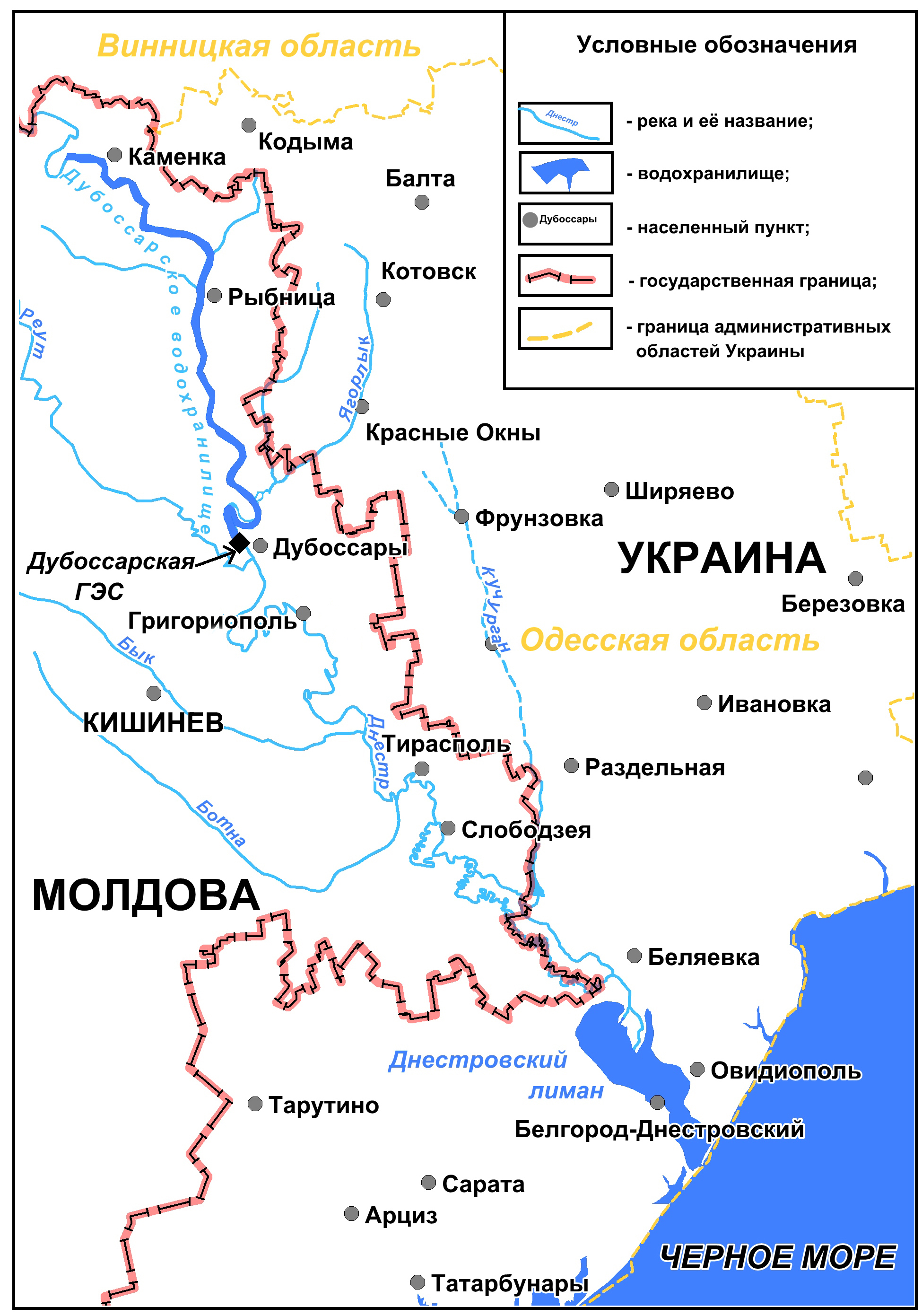
Низовье р. Днестр

## Исторические сведения

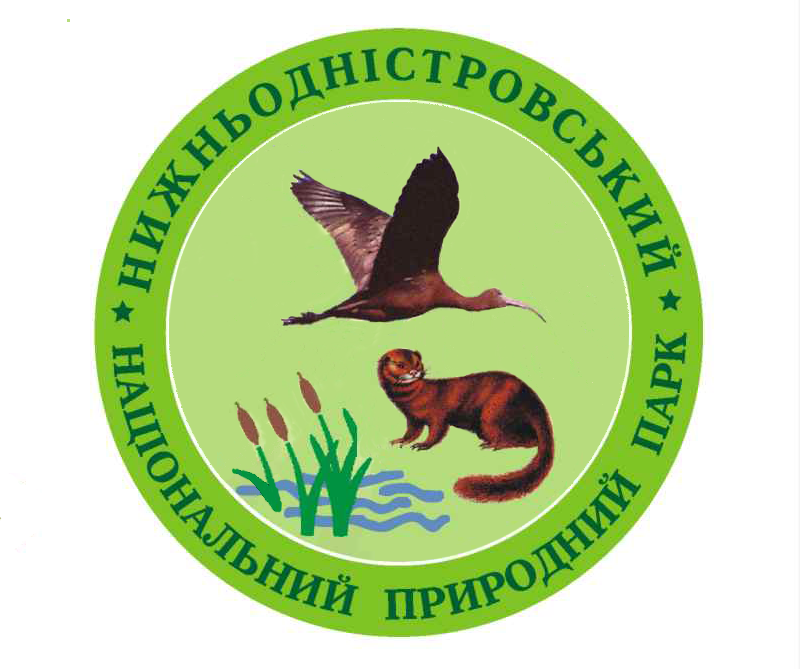
Логотип парка

Территория, на которой расположено село, была заселена ещё в давние времена. Тут обнаружены остатки поселений бронзового века (II тысячелетия до н. э.). В IV—III столетии до н. э. на этом месте существовало античное поселение. Первые письменные упоминания о Маяках относятся к началу XV века. С расцветом города Одесса Маяки становится важным торгово-перевалочным пунктом. Сейчас в Маяках проживает 5937 человек.
1 октября 1993 года решением № 496— ХХІ Одесского областного совета было создано заповедное урочище Днестровские плавни площадью 7620 га, которое стало ядром для создания Нижнеднестровского национального природного парка.
Нижнеднестровский НПП создан в 2008 году Указом Президента Украины «Про создание Нижнеднестровского национального природного парка», с целью сохранения, воспроизводства и рационального использования типичных и уникальных природных комплексов низовий реки Днестр, которые имеют важное природоохранное, научное, эстетическое, рекреационное и оздоровительное значение.

## Антропогенное влияние
С середины 20 века территория заповедника подвергалась интенсивному антропогенному воздействию в виде расширения территории сельскохозяйственных угодий и рыбоводных прудов, усиленной эксплуатации природных ресурсов и повышенной рекреационной нагрузки. Строительство в 1944 году дамба рокадной автодороги Одесса-Рени между с. Маяки и с. Паланка нарушила связь между Днестром и прилиманными плавнями, что привело к их иссушению. И если изначально обмен воды между Днестром и прилиманными плавнями обеспечивало 26 деревянных мостов с суммарным сечением 600 метров (что позволяло во время паводков доставлять в плавни объем воды в 1,5 −2,0 тыс. м³/с со скоростью 2-3 м /с), то в 1970—1978 годах после капитальной реконструкции на участки Маяки-Паланке остался один мост и три водопропускных сооружения. В настоящее время, в прилиманных плавнях уменьшилась площадь пойменных лугов, а из водных объектов уцелели только Давыдово, Сафроново, Бабка, Тиора, старица Днестра Стоячий Турунчук и Александровские озера.

## Флора и фауна
В состав Парка включены участки двух водно-болотных угодий международного значения «Междуречье Днестра-Турунчука» и «Северная часть Днестровского лимана», которые охраняются Рамсарской конвенцией. Благодаря уникальным природным условиям и сохранению типичных ландшафтов территория НПП характеризуется чрезвычайно высоким разнообразием фауны. В Красную книгу Украины занесены 9 видов рыб, 20 видов насекомых, 2 вида пресмыкающихся, 20 видов млекопитающих, 58 видов птиц. На территории парка зарегистрировано более чем 700 видов высших растений, из которых 28 — редкие, занесены в Красную книгу Украины. Некоторые виды растений и животных занесены также в Европейский красный список и в список редких видов Международного Союза Охраны Природы.

## Зонирование территории

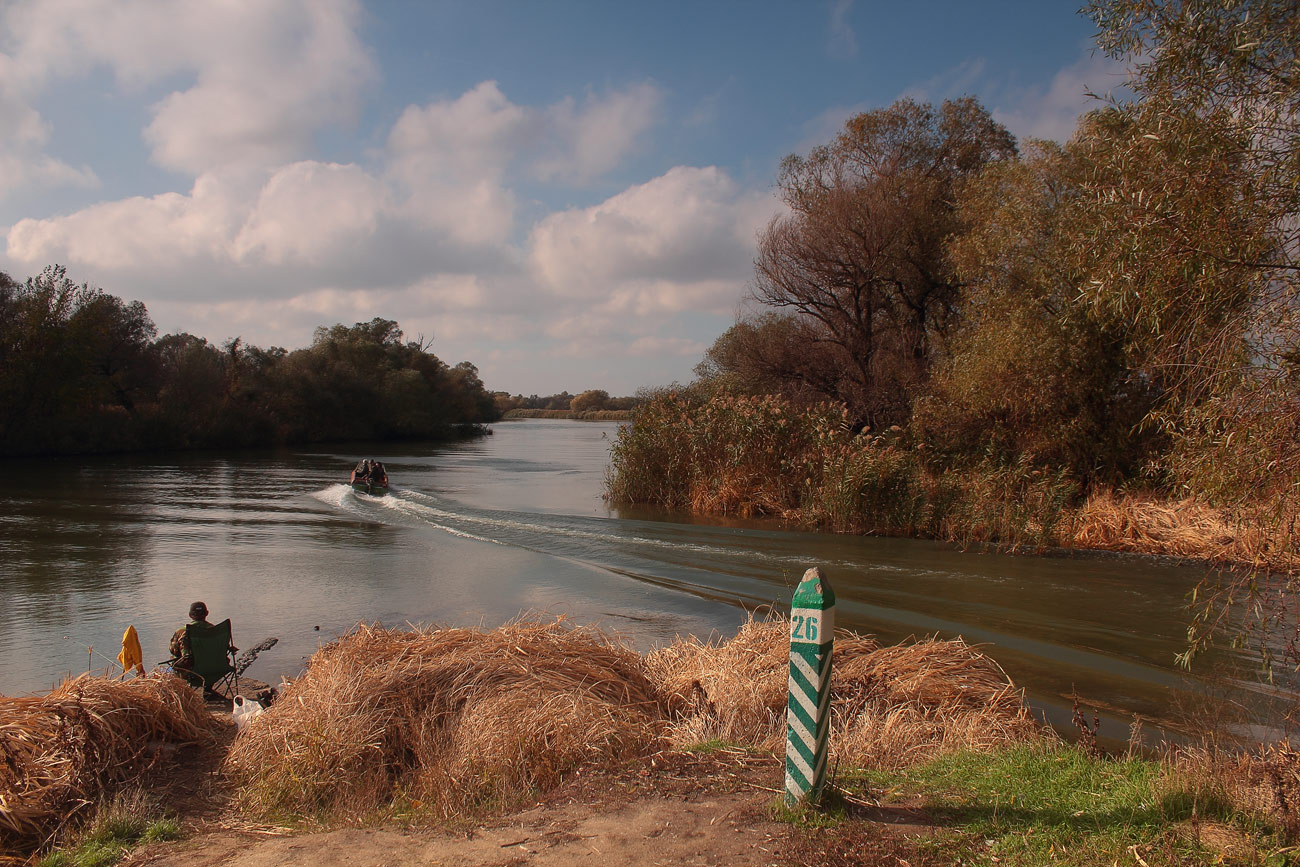
Река Днестр в Нижнеднестровском природном парке

Согласно функциональному зонированию на территории Парка устанавливается дифференцированный режим охраны, воспроизводства и использования его природных ресурсов. Выделяют четыре зоны парка: заповедная зона, зона регулированной рекреации, зона стационарной рекреации и хозяйственная зона.

## Структура Парка
Парк имеет два административных офиса, в городе Одесса и в селе Маяки Одесского района Одесской области.
Работают четыре отдела и два природоохранных научно-исследовательских отделений Парка:
- Научный отдел
- Отдел государственной охраны, сохранения и воспроизводства экологических систем
- Отдел экообразования и рекреации
- Хозяйственный отдел
- Маякское природоохранное научно-исследовательское отделение
- Удобнянское природоохранное научно-исследовательское отделение

## Экотуризм
Отделом экообразования и рекреации Нижнеднестровского НПП разработаны и утверждены четыре экологические маршрута: «Царство птиц», «Днестровская Амазония», «Старый Турунчук», «Блестящий Ибис» и одна экологическая тропа «Остров Гонтаренко».

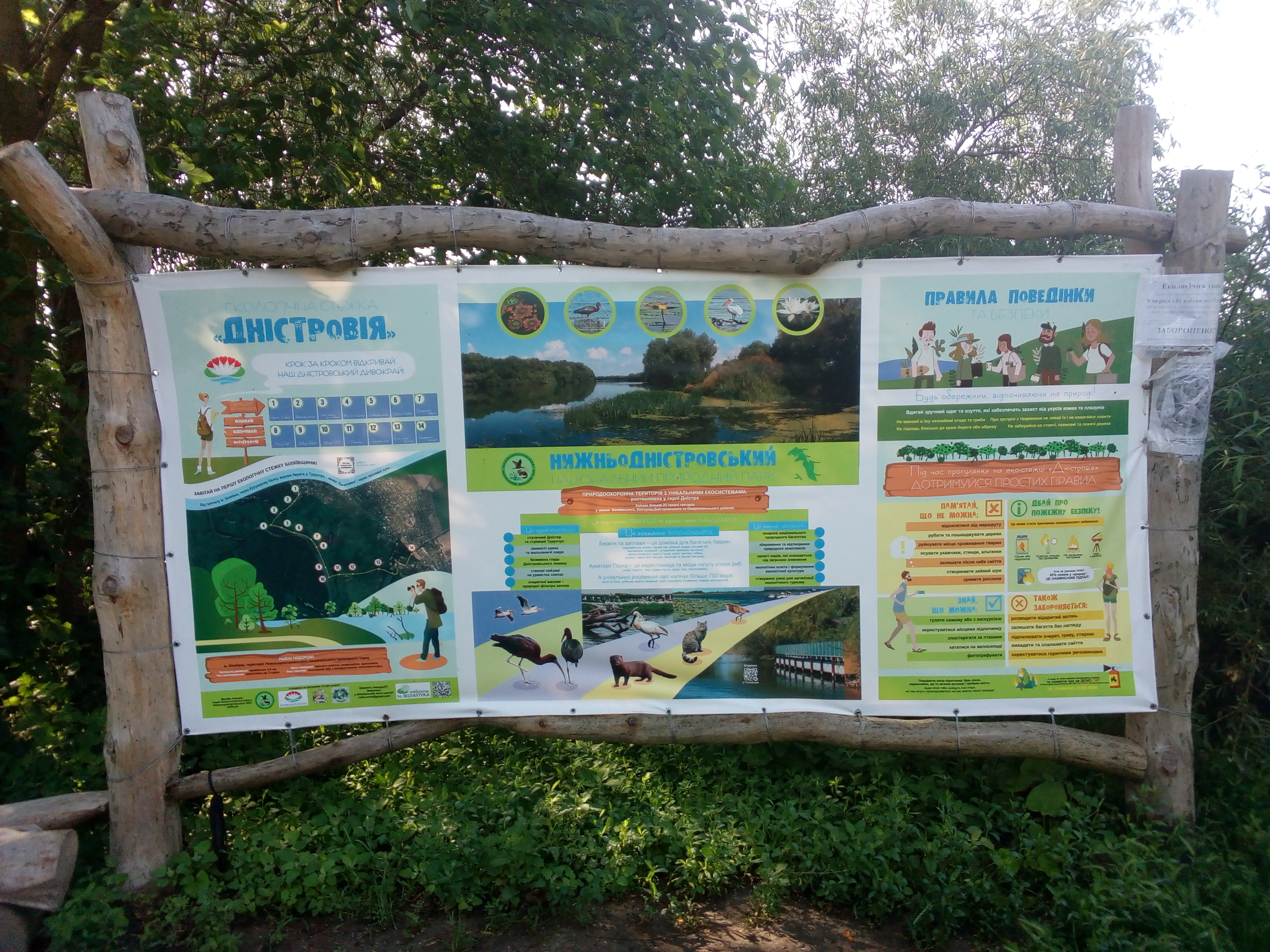
Инфо-стенд Нижнеднестровского природного парка в г. Беляевка

Туристический маршрут «Царство птиц». Протяжённость маршрута — около 20 км. Водный маршрут на катере от села Маяки основным руслом Днестра, потом по руслу Глибокий Турунчук с выходом в Днестровский лиман. Обратный путь — через протоку «Киляры» с выходом в Глубокий Турунчук, далее по Днестру до села Маяки..Во время экскурсии посетители увидят пеликанов, лебедей, больших и малых бакланов, цапель, болотных крачек, а также заросли редкого растения, плавуна щитолистного и одну из крупнейших в Европе плантаций кубышки жёлтой.
Туристический маршрут «Днестровская Амазония». Длина маршрута от города Беляевка — 8 км, от села Маяки — 20 км. Этот речной маршрут проходит основным руслом Днестра, рукавом (реки Днестр) Турунчук и живописной протокой «Амазонка» через плавневый лес.